# Rivière Denys
Rivière Denys är ett vattendrag i Kanada.   Det ligger i provinsen Québec, i den östra delen av landet, 1 100 km norr om huvudstaden Ottawa.
Trakten runt Rivière Denys är nära nog obefolkad, med mindre än två invånare per kvadratkilometer.